# Eparchia di Turaŭ

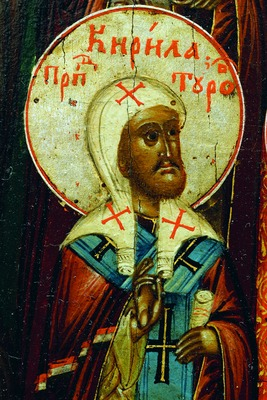
Icona di San Cirillo di Turaŭ.

L'eparchia di Turaŭ (in bielorusso: Тураўская епархія; in russo Туровская епархия?) è un'eparchia dell'esarcato bielorusso del Patriarcato di Mosca.

## Territorio
L'eparchia comprende la città di Mazyr e i distretti di Mazyr, Kalinkavičy, Chojniki, Brahin, Akcjabrski, Naroŭlja, El'sk, Lel'čycy, Žytkavičy e Petrykaŭ nella parte occidentale della regione di Homel'.
Sede eparchiale è la città di Mozyr, dove si trova la cattedrale di San Michele Arcangelo. A Turaŭ sorge la concattedrale dei Santi Cirillo e Lorenzo.
Il vescovo ha il titolo ufficiale di "eparca di Turaŭ e Mazyr".
Nel 2020, l'eparchia comprendeva 78 parrocchie, raggruppate in 7 decanati.

## Storia
L'eparchia di Turaŭ è stata eretta nel 1005 ed è una delle più antiche diocesi ortodosse della regione. Due vescovi del XII secolo, Cirillo e Lorenzo, sono venerati come santi e a loro è dedicata la cattedrale di Turaŭ. L'eparchia ebbe il suo massimo fulgore all'epoca del principato di Turov e Pinsk. Nel 1241, per la distruzione di Turaŭ ad opera dei Tartari, la sede fu trasferita a Pinsk.
Nel 1596 l'eparca Jonasz Gogol aderì all'unione di Brest e l'eparchia di Pinsk e Turaŭ divenne una sede greco-cattolica. Sopravvissero tuttavia comunità ortodosse che continuarono ad avere un proprio vescovo, finché l'eparchia ortodossa. alla fine del Settecento fu soppressa e le sue parrocchie unite all'eparchia di Minsk.
Nel 1922 Mozyr fu sede di un vescovo, subordinato alla metropolia ortodossa bielorussa di Minsk. Nel 1990 fu eretta l'eparchia di Homel' che comprendeva tutta la regione omonima. Il 24 luglio 1992 l'eparchia si divise per la restaurazione dell'antica eparchia di Turaŭ, con sede a Mozyr.